# 秋瓷炫
秋瓷炫（韓語：추자현，羅馬化：Choo Ja-hyun，1979年1月20日—），本名秋恩珠（羅馬化：Chu Eun-ju），韓國女演員，2006年憑《生死決斷》獲韩国电影大钟奖最佳女新人奖和釜山电影节影评人协会最佳女配角奖等各大獎項，2009年憑《美人圖》獲大鐘獎和青龍獎最佳女配角提名。2011年主演《回家的誘惑》，創下高收視率。

## 經歷

### 早年
秋瓷炫出生於韓國大邱，幼時妹妹溺水身亡造成家庭陰影。17歲出道，開始接拍廣告。18歲父母因感情失和離異，媽媽移民日本，秋瓷炫則一個人居住在首爾，進入檀國大學戲劇電影系就讀。
- 2004年與彭于晏合作《戀香》，飾演外表堅強，內心缺乏安全感的尹香之。
- 2006年為了詮釋電影《生死決斷（英语：Bloody Tie）》中的吸毒患者，秋瓷炫在兩個禮拜內成功減重8公斤，並憑藉該角色拿下多項大獎。

### 中國發展
- 2006年接演古龍小說改編之電視劇《大旗英雄傳》，出飾輕功卓絕的女主水靈光，深受好評，翌年獲得新浪網「最佳古裝劇獎」。秋瓷炫表示她在韓國時，就經常看中國的武俠劇，這個角色實現了她做俠女的飛天夢想，而此劇也是她與游建鳴首次合作。
- 2007年再次詮釋古龍筆下的女角石觀音，演繹癡情偏激的女魔頭，得到觀眾肯定。
- 2011年，在《回家的誘惑》中，展現個性反差截然不同的演技。《回家的誘惑》以其優異的收視率（最高5.19%），成為當時熱議的話題。同年，與強視傳媒簽約，宣布將事業重心移至中國。

## 个人生活
- 2015年9月16日公开与中国男演员曉光正在交往，两人因拍摄《铁血英雄路》认识又相愛，后逐渐发展为恋人关系。
- 2017年7月10日在韩国SBS节目《同床异梦2，你是我的命运》中爆出已经于2017年1月18日两人领证结婚。[3]
- 2017年10月，秋瓷炫在《同床異夢2 - 你是我的命運》節目上公開宣布已懷孕2個月。
- 2018年在韩国首尔生下一子，取名“大海”[5]。4日卻傳出秋瓷炫突然出現產後癲癇症狀，因在痙攣過程有分泌物流入肺部導致吸入性肺炎，才會被送進加護病房靠氧氣罩呼吸，經過醫療團隊治療下，病情無大礙。[6][7]

## 影視作品

### 電視劇（韩国）
| 年份   | 電視台  | 電視劇名稱                     | 角色          |       |
| 1996年 | SBS     | 《成长的感觉18岁》（성장느낌 18세）         | 明珠          |       |
| 1997年 | KBS     | 《锦绣年华》                   |               |       |
| 1998年 | MBC     | 《長男》                       |               |       |
| 1999年 | MBC     | 《最后的战争》(婚姻战争、邂逅) | 瓷炫          |       |
| 1999年 | SBS     | 《KAIST科技大学2》             | 秋瓷炫        |       |
| 2000年 | MBC     | 《为了你》                     |               |       |
| 2001年 | SBS     | 单元剧《男与女》               |               |       |
| 2001年 | SBS     | 《外出》                       | 兰英          |       |
| 2001年 | SBS     | 《情伤最是重逢时》             |               |       |
| 2002年 | SBS     | 《開朗少女成功記》             | 宋宝贝        |       |
| 2003年 | SBS     | 《破晓之家》                   |               |       |
| 2003年 | SBS     | 《狎鷗亭宗家》                 | 白瓷炫        |       |
| 2004年 | MBC     | 《天生缘分》                   |               |       |
| 2004年 | KBS     | 《OH!必勝奉順英》              | 許松子        |       |
| 2005年 | OCN     | 《家族戀愛史》                 | 善雅          |       |
| 2010年 | MBC     | 《被稱為神的男子》             | 徐美秀/崔强熙 |       |
| 2019年 | JTBC    | 《美麗的世界》                 | 姜仁荷        |       |
| 2019年 | tvN     | 《阿斯達年代記》               | 阿薩琿        |       |
| 2020年 | tvN     | 《了解的不多也無妨，是一家人》 | 金恩珠        |       |
| 2022年 | JTBC    | 《綠色媽咪會》                 | 卞瑃姬        |       |
| 2022年 | Netflix | 《小女子》                     | 陳花英        |       |
| 2022年 | Netflix | 《毒梟聖徒》                   | 朴惠珍        |       |
| 2025年 | Disney+ | 《揭密最前線》                 | 趙海媛        |       |
| 2025年 | tvN     | 《牽牛和仙女》                 | 廉花          | [ 8 ] |

### 電視劇（中國大陸、台灣）
| 年分   | 名稱               | 角色          | 备注                                 |
| 2004年 | 《戀香》           | 尹香之        | 台韓合拍                             |
| 2006年 | 《大旗英雄傳》     | 水靈光        |                                      |
| 2007年 | 《楚留香傳奇》     | 石觀音        |                                      |
| 2007年 | 《讓愛化作珍珠雨》 | 貝心如        |                                      |
| 2011年 | 《回家的誘惑》     | 高珊珊/林品如 | 中國版《妻子的诱惑》                 |
| 2012年 | 《從將軍到士兵》   | 關碧雲        |                                      |
| 2012年 | 《新烏龍山剿匪記》 | 四丫頭        |                                      |
| 2012年 | 《木府风云》       | 阿勒邱        |                                      |
| 2013年 | 《狐仙》           | 聶小倩        |                                      |
| 2013年 | 《舞乐传奇》       | 夜莎罗        |                                      |
| 2014年 | 《长安三怪探》     | 韋若昭        |                                      |
| 2014年 | 《秀秀的男人》     | 秀秀          |                                      |
| 2015年 | 《南侨机工英雄传》 | 郁兰亭/郁雪晴 | 又名《铁血英雄路》                   |
| 2015年 | 《最后一战》       | 諶劍玉        |                                      |
| 2015年 | 《恋上黑天使》     | 叶曼凌        | 原名《恋上你，爱上我》               |
| 2015年 | 《猎虎》           | 韩潇雨        | 原名《猎虎1946》, 2012年拍攝         |
| 2016年 | 《幸福在一起》     | 高真真        |                                      |
| 2017年 | 《華麗上班族》     | 張威          | 越南首播                             |
| 2017年 | 《向幸福奔跑》     | 杨虹          | 韓國首播，又名《麻辣女友的幸福时光》 |

### 電影
| 年分   | 電影名稱                           | 角色               |
| 1996年 | 《朴峰坤离家事件》                 | 惠秀               |
| 2005年 | 《不能就這樣死去》                 |                    |
| 2005年 | 《雾中旅行》                       |                    |
| 2006年 | 《生死決斷》（）（臺灣：正邪無間） | 智英               |
| 2008年 | 《美人圖》                         | 雪花               |
| 2009年 | 《失蹤》（실종）                       | 贤贞               |
| 2010年 | 《食客2: 泡菜戰爭》（）            | 成灿的母亲（客串） |
| 2010年 | 《幻想剧场—饥饿》（환상극장: 허기）              | 李瑞妍             |
| 2010年 | 《无法忍受》                       | 芷欣               |
| 2014年 | 《全城通緝》                       | 林嵐               |
| 2017年 | 《遊戲規則》                       | 蓝若云             |
| 2024年 | 《当你沉睡时》                     | 德熙               |

### 音樂電影
| 年度   | 歌手   | 歌曲     | 導演 | 合作演員               |
| 2014年 | 姚貝娜 | 麗江之戀 | 童年 | 朱曉漁、于榮光、金素妍 |

## 綜藝節目
| 年份                              | 節目名稱                     | 電視台   | 演出型態    |
| 2014年10月10日-12月19日（每週五） | 《明星到我家》               | 江蘇衛視 | 固定出演    |
| 2017年7月10日-2018年3月26日       | 《同床異夢2 - 你是我的命運》 | 韓國SBS  | E1-E38、E52 |

## 單曲
| 年度   | 曲名       | 備註                         |
| ------ | ---------- | ---------------------------- |
| 2015年 | 請全部留下 | 《戀上黑天使》主題曲（女版） |

## 頒獎活動/典禮
- 2008年12月4日，擔任MBC第7届韩国电影大赏（朝鲜语：대한민국 영화대상）最佳女新人獎頒獎人
- 2009年11月6日，擔任第46届韩国电影大鐘奖最佳女配角頒獎人
- 2015年9月10日，擔任第10届首尔国际电视节最优秀长篇电视剧作品奖、最优秀迷你剧作品奖和最优秀短片作品奖頒獎人
- 2015年10月10日，擔任第20届釜山国际电影节闭幕式主持人 （与朴星雄共同主持）
- 2015年12月2日，擔任Mnet亞洲音樂大獎（MAMA）最佳男子團體和最佳女子團體頒獎人
- 2017年12月31日，擔任SBS演藝大賞主持人(與全炫茂及李尚敏共同主持)

## 獎項
| 年分   | 大獎                                 | 獎項                       | 作品           | 結果 |
| ------ | ------------------------------------ | -------------------------- | -------------- | ---- |
| 2006年 | 韓國電影大獎                         | 最佳女新人奖               | 《生死決斷》   | 獲獎 |
| 2006年 | 韓國電影大獎                         | 最佳女配角奖               | 《生死決斷》   | 獲獎 |
| 2006年 | 釜山影評人協會獎                     | 最佳女配角奖               | 《生死決斷》   | 獲獎 |
| 2006年 | 韩国文化演艺大赏                     | 电影部门优秀演员奖         | 《生死決斷》   | 獲獎 |
| 2006年 | 大钟奖                               | 最佳女新人奖               | 《生死決斷》   | 獲獎 |
| 2006年 | 韩国电影导演评鉴                     | 最佳女新人奖               | 《生死決斷》   | 獲獎 |
| 2006年 | 百想艺术大赏                         | 最佳女新人奖               | 《生死決斷》   | 提名 |
| 2006年 | 青龍電影獎                           | 最佳女新人奖               | 《生死決斷》   | 提名 |
| 2006年 | 青龍電影獎                           | 最佳女配角奖               | 《生死決斷》   | 提名 |
| 2007年 | 亚洲电影促进联盟                     | 最佳女配角奖               | 《生死決斷》   | 獲獎 |
| 2007年 | 亚洲电影促进联盟                     | 最佳新人奖                 | 《生死決斷》   | 獲獎 |
| 2009年 | 韩国电影大赏                         | 最佳女配角奖               | 《美人图》     | 提名 |
| 2009年 | 青龙电影奖                           | 最佳女配角奖               | 《美人图》     | 提名 |
| 2009年 | 大钟奖                               | 最佳女配角奖               | 《美人图》     | 提名 |
| 2011年 | 乐视盛典                             | 年度电视剧最佳女演员奖     | 《回家的诱惑》 | 獲獎 |
| 2011年 | 优酷影视指数盛典                     | 开年人气偶像奖             | 《回家的诱惑》 | 獲獎 |
| 2011年 | 光影星播客母亲节关爱女性健康公益晚会 | “慈善明星”证书             |                | 獲獎 |
| 2012年 | 安徽卫视亚洲偶像盛典                 | 亚洲偶像最受欢迎海外演员奖 | 《回家的诱惑》 | 獲獎 |
| 2013年 | 央视中国电视剧年度明星盛典           | 最佳国际合作奖             | 《木府风云》   | 獲獎 |
| 2013年 | 大田电视剧节                         | 成就奖                     |                | 獲獎 |
| 2013年 | 第8屆首爾國際电视节                  | 最佳女演員奖               | 《木府风云》   | 提名 |
| 2015年 | 第10屆首爾國際电视节                 | mango TV 人氣奖            |                | 獲獎 |

## 外部連結
- 秋瓷炫的Instagram帳戶
- 秋瓷炫的新浪微博
- 秋瓷炫在NAVER上的资料
- 秋瓷炫在Daum上的资料
- 秋瓷炫在互联网电影资料库（IMDb）上的資料（英文）
- 秋瓷炫在豆瓣上的资料（简体中文）
- . 韓國Daum 카페. （原始内容存档于2014-11-02） （韩语）.